# Relations entre la France et l'Irlande
Les relations entre la France et l'Irlande sont des relations internationales s'exerçant au sein de l'Union européenne entre deux États membres de l'Union, la République française et la république d'Irlande. Elles sont structurées par deux ambassades, l'ambassade de France en Irlande et l'ambassade d'Irlande en France.

## Histoire
Les relations entre la France et l'Irlande sont anciennes : elles remontent au Moyen Âge, et même jusqu'à l'Antiquité : le peuple gaulois des Vénètes, installé en Armorique (plus précisément dans le Vannetais) commerçait déjà avec la Bretagne et les peuples d'Irlande.
Au Moyen Âge, l'Auld Alliance qui réunit Écosse, France et Norvège rapproche également l'Irlande : car ces pays sont unis dans le but commun de lutter contre le Royaume d'Angleterre, qui devient une puissance dominante en Europe occidentale.
En 1690, Jacques II, prétendant catholique au trône d'Irlande, entre en litige avec les protestants appuyés par les Anglo-saxons. Il reçoit quant à lui l'appui de la majorité des Irlandais et surtout de la France catholique de Louis XIV, qui envoie un corps expéditionnaire afin de l'aider à prendre la couronne.
Il est pourtant vaincu à la bataille de la Boyne.
En 1798, une révolte éclate en Irlande : elle est inspirée par les révolutions américaine et française. La jeune République française appuiera les rebelles contre l'autorité britannique, mais ceux-ci seront bientôt dépassés et vaincus.
Les relations entre l'Irlande et la France, durant toute l'Histoire, se construisirent surtout autour de la rivalité franco-britannique et de la rivalité anglo-irlandaise, les deux partis trouvant leurs intérêts communs contre la couronne de Londres.
De plus, l'Irlande est en grande majorité catholique (contrairement à la Grande-Bretagne, protestante et anglicane) comme la France.
Les relations datant d'avant de XXe siècle se construisirent sur ce schéma.
Après l'indépendance irlandaise de 1922, et surtout après 1945, les deux pays signent bon nombre de traités et amplifient leur amitié.

## Changes et partenariats
Toutes deux membres de l'Union européenne en 2014, la France et l'Irlande gardent des relations cordiales, voire amicales : les jumelages entre villes et/ou établissements scolaires, ainsi que les échanges grâce aux programmes comme Erasmus aident à construire les relations entre les deux nations.